# Mailbox (Computer)

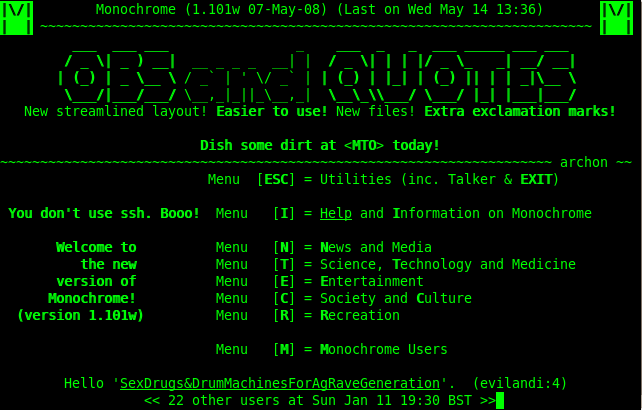
Monochrome BBS

Eine Mailbox (englisch bulletin board system, BBS; frei übersetzt elektronisches schwarzes Brett) ist ein meist privat betriebenes Rechnersystem, das per Datenfernübertragung (DFÜ) zur Kommunikation und zum Datenaustausch genutzt werden kann.
Bis in die frühen 1990er Jahre war das IP-basierte Internet vor allem an Universitäten verfügbar, während die nicht-akademische Nutzung des Internets und internetähnlicher Dienste wie private Mail und öffentliche Nachrichtengruppen zumeist auf vernetzte Mailboxen angewiesen war. Deren verhältnismäßig einfache Technik erlaubte technisch interessierten Nutzern, eine dezentrale Dateninfrastruktur zu betreiben. Ein solcher Grad an Dezentralität wird von der heutigen Internetinfrastruktur nicht mehr erreicht. Seit den 2000er Jahren streben jedoch einzelne Initiativen wie zum Beispiel Freifunk wieder nach einem ähnlichen Betriebsmodell in Nutzerhand.
In Deutschland entwickelte sich 1992 aus den locker organisierten Betreibervereinen der Mailbox-Netze die Einkaufsgemeinschaft Individual Network, die als erste Points of Presence (POP) betrieben und so IP-Zugang über DFÜ (SLIP) im Nahbereich anboten, bevor kommerzielle Internet-Provider dies kostengünstig einer breiten Öffentlichkeit zugänglich machten.
Mit dem Einzug von ISDN und besonders dem mit Internet-Zugang häufig gebündelten DSL-Anschlüssen ging die Zeit der Mailboxen zumindest in Deutschland zu Ende. Eine kleine Zahl von Mailboxen betreiben noch die traditionelle DFÜ-Technik, aber viele der verbleibenden Mailboxen sind heute nur ohne DFÜ, direkt aus dem Internet über IP (Telnet) erreichbar. In anderen Ländern, wie zum Beispiel Taiwan sind Mailboxen nach wie vor verbreitet. So betreibt eine Studentenorganisation der Nationaluniversität Taiwan mit der PTT BBS eine der größten Mailboxen mit 1,5 Millionen registrierten Nutzern und 150.000 gleichzeitigen Nutzern zu Spitzenzeiten auf dem Campus mit eigener Hardware. Die Mailbox-Software wird in einem Open-Source-Projekt gepflegt.

## Technik
Zentrales Element einer Mailbox ist ein Host (im weitesten Sinne, häufig Heimcomputer oder PCs) der die eigentliche Mailboxsoftware betreibt. Dieser stellt Datenhaltung und Zugangsschnittstellen bereit. Der digitale Zugang erfolgte traditionell über Serielle Schnittstellen.

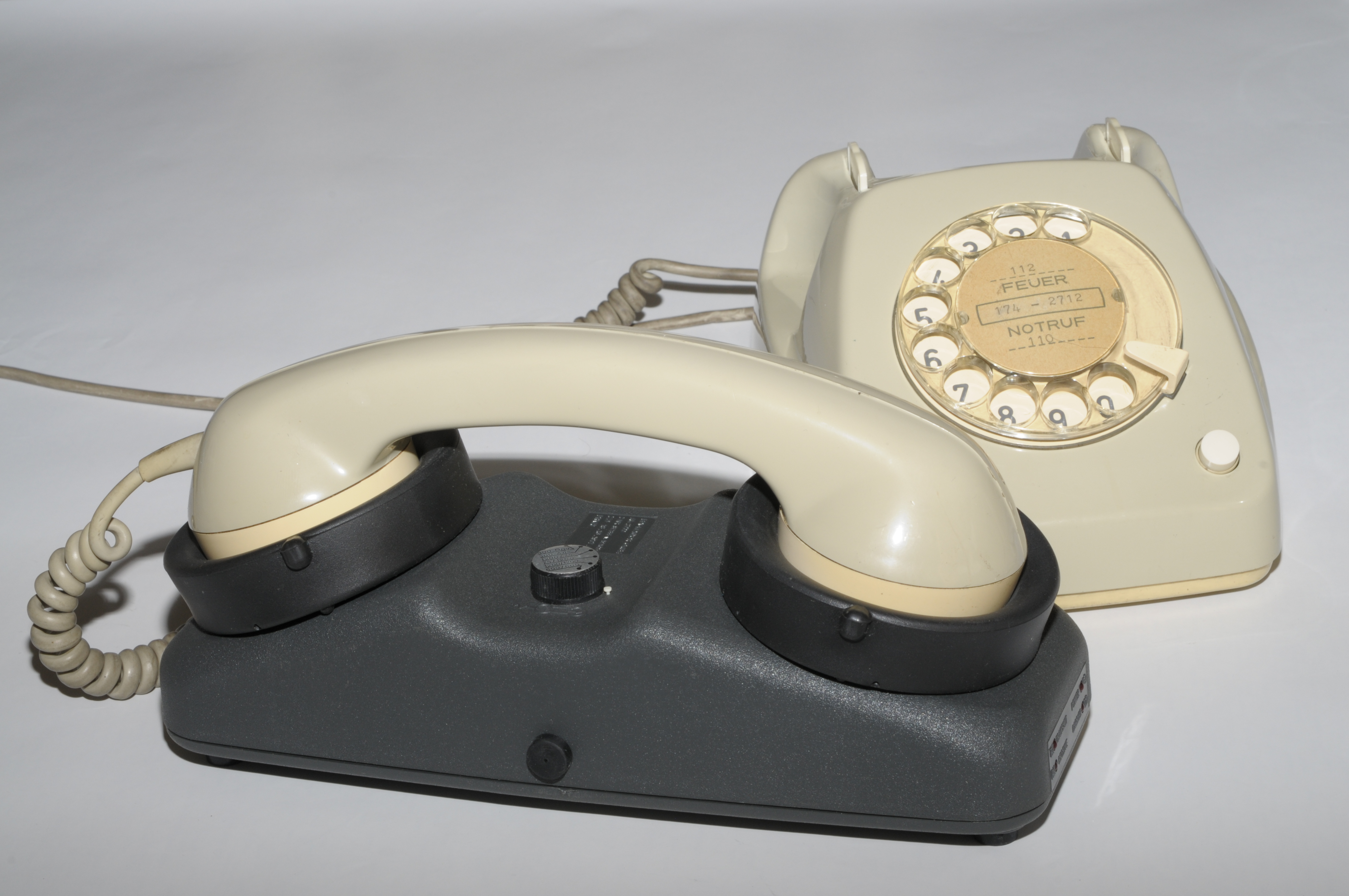
Telefon mit Wählscheibe an einem Akustikkoppler

Über Akustikkoppler und später auch selbstwählende Modems konnten sich die Nutzer über Telefonleitungen einwählen. Sie belegten damit den Zugang (Port) für die Dauer des Anrufs. Damals waren viele Mailboxen nur über ein Modem und damit nur für einen Nutzer zur Zeit erreichbar. Später wurden mehrere parallel nutzbare Leitungen üblich und große Mailboxen hatten auch bis zu zehn Leitungen. Die heute verbreitetere Nutzung via Telnet mit quasi unbegrenzt vielen virtuellen Ports macht diese Einschränkung unerheblich.
Nutzer können während dieser Verbindung die Funktionen der Mailbox interaktiv über eine menügeführte Textschnittstelle nutzen. Dies reicht vom Lesen und Schreiben von Nachrichten in öffentlichen Gruppen oder im privaten Postfach an andere Nutzer bis hin zu textbasierten Spielen oder das Herunterladen von Dateien.

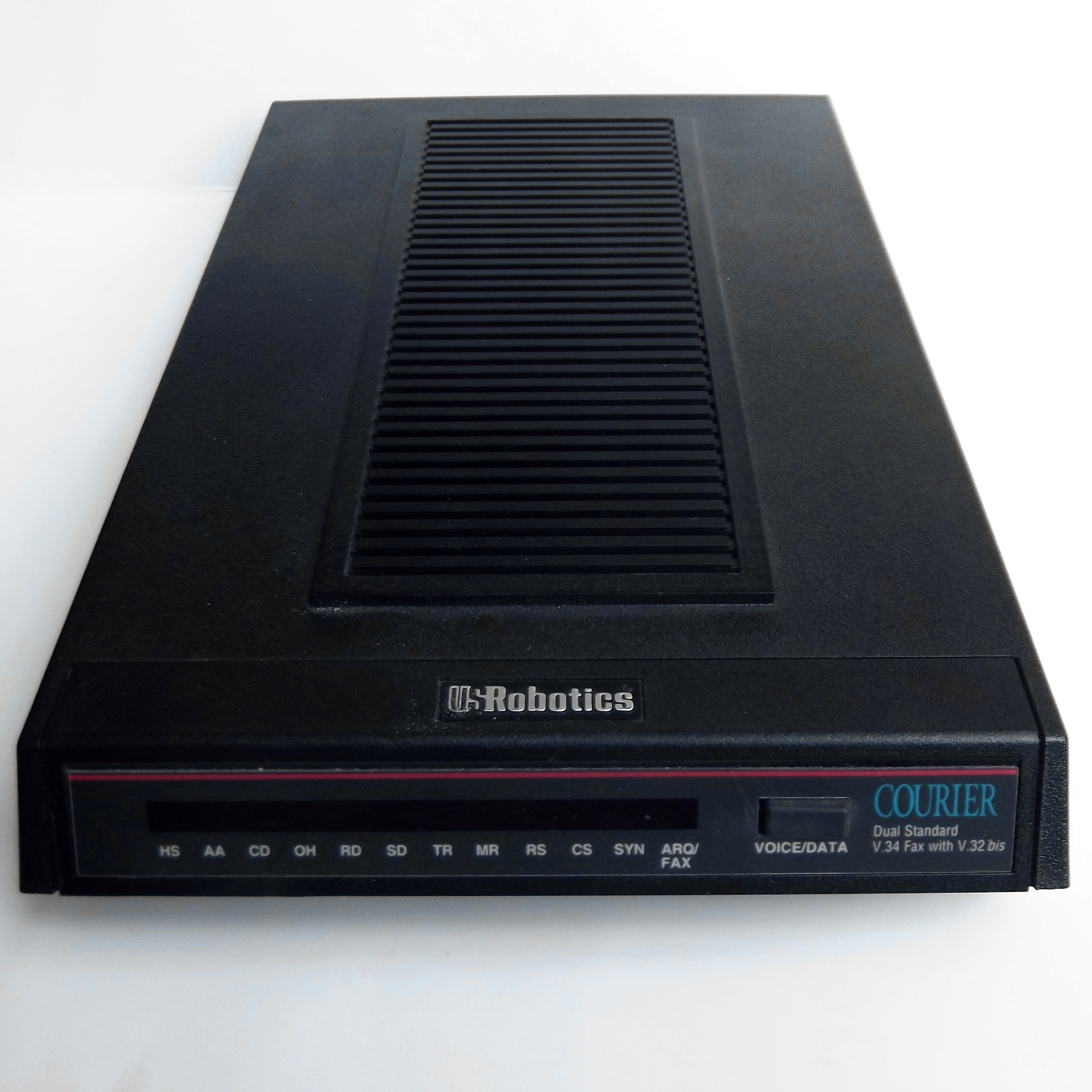
Das Modem USRobotics Courier Dual Standard mit V.32bis erreichte Anfang 1990er 14,4 kbit/s und war durch die gezielte Vermarktung an Mailboxbetreiber in den USA und Deutschland stark verbreitet.

Bis Anfang der 1980er Jahre wurden hauptsächlich Akustikkoppler oder interne Modemkarten eingesetzt. Letztere bedurften allerdings Treibern und mit den unterschiedlichen Bussystemen von Altair, TRS-80, Apple-II und anderen brauchte man entsprechende Modellvarianten. Das Smartmodem 300s von Hayes nutzte 1981 als erstes den RS-232-Anschluss für Daten und Steuersignale. Hierzu führte der Hayes-Mitarbeiter Dale Heatherington die Escape-Sequenz +++ und den bis heute genutzten AT-Befehlssatz ein. Beim Auftauchen von +++ im Datenstrom (eingebettet in zwei 1-Sekundenpausen) schaltete der hierfür eingeführte Mikrocontroller im Modem in den Steuerungsmodus und erwartete AT-Befehle zur Konfiguration oder Anwahl der Gegenstelle. Alle Modem-Hersteller übernahmen dies mit der Zeit und es führte zu einer starken Vereinfachung der Modem-Anbindung an Heimcomputer, bei dem jedes Modem mit leicht angepassten AT-Befehlszeilen an der Seriellen Schnittstelle genutzt werden konnte.
Akustikkoppler waren mit 300–2400 Bit/s für die interaktive Nutzung gut geeignet. Modems erreichten Anfang der 1990er Jahre das Fünffache und bis Ende des Jahrzehnts das 20fache (V.90 mit 56.000 Bit/s). Dies ermöglichte die Vernetzung und machte die Nutzung von sogenannten Points effizienter als die interaktive Nutzung.

### Vernetzung
Die alleinstehende Mailbox ist nur ihren Nutzern zugänglich. Das schränkt die erreichbare Öffentlichkeit für Mails und Nachrichten ein. Meist waren bis zu 100 und selten auch an die Tausend Nutzer über eine Mailbox erreichbar. Zwar war es nicht unüblich, sich in mehreren Mailboxen aufzuhalten, doch dies beschränkte sich in Deutschland auf den relativ kostengünstigen Telefonnahbereich. Die Kosten für Ferngespräche waren in den 1980er Jahren für DFÜ vielfach zu hoch.

Das Z-Netz im Januar 1993 mit ca. 280 Mailboxen. Verbindungen zeigen die nächtlichen Netcalls (Peering) zum Routing der Nachrichten.

Mit FIDO, Maus oder Z-Netz bildeten sich allerdings Netze von Mailboxen, die über jeweils gemeinsame technische Datenaustauschstandards (z. B. MausTausch, ZConnect) Nachrichten an andere Mailboxen im gleichen Mailbox-Netz und via sogenannte Gateways auch in andere Mailbox-Netze austauschten. Hierzu führten die Mailboxen untereinander in regelmäßigem Abstand automatisch die notwendigen Ferngespräche und tauschten ihre Daten untereinander aus.
Auf gleiche Weise konnten auch Nutzer ihre interaktive Nutzung auf ihren eigenen Computer verlagern. Die Einführung sogenannter Points erlaubte ebenfalls den automatisierten Datenaustausch von abonnierten Brettern und persönlichen Nachrichten mit der Mailbox. Nach dem relativ kurzen Anruf las und beantwortete der Nutzer seine Nachrichten offline, also im Point-Programm auf dem eigenen Computer ohne bestehende Verbindung zur Mailbox.
Obwohl die von den verschiedenen Netzen verwendete Software zueinander inkompatibel war, entstanden zwischen diesen Netzen rasch Schnittstellen, sogenannte Gateways, mit denen über die Netzgrenzen hinweg Nachrichten verschickt werden konnten.
Diese Gateways ermöglichten auch den Datenaustausch mit Amerika, sodass in vielen Mailboxen auch englischsprachige News und Diskussionsebenen zur Verfügung gestellt wurden.

## Betrieb und Angebot
Der verantwortliche Betreiber hat den Status des System Operators (Sysop), sein Aufgabenbereich gleicht dem eines Administrators. Jeder Benutzer (User) der Mailbox hat ein eigenes Postfach, in dem elektronische Nachrichten für ihn gespeichert und von ihm abgerufen werden können. Zudem gibt es meist öffentliche Bereiche, oft Foren, Bretter oder Echos genannt, in denen die Benutzer sich austauschen und diskutieren können. Eine durchschnittliche Mailbox bot im Schnitt mehr als 300 Bretter (Newsbereiche) an, in denen die Besucher (User) lesen, schreiben und antworten konnten.
Häufig boten Mailboxen darüber hinaus einen umfangreichen Download-Bereich für Dateien an oder Zusatzleistungen wie z. B. Onlinespiele (diese Zusatzleistungen bzw. Onlinespiele wurden „Doors“ genannt). Die Grafik entsprach mindestens der des vom Fernsehen her bekannten Videotext.
In der Regel war die Nutzung der Mailboxen für die Nutzer, bis auf die eigentlichen Verbindungsentgelte der Telefonleitung, kostenlos. In den USA gab es größere kommerzielle Mailboxen, aus denen teilweise ISP entstanden. Daneben gab es eine Reihe von sogenannten Warez-Mailboxen oder geschützten Bereichen in Mailboxen, die Software-Piraterie betrieben und hierfür auch Geld verlangten.

## Geschichte
Als eine der ersten Mailboxen gilt das CBBS (Computerized Bulletin Board System), das während des Great Blizzard of 1978 in Chicago entstand und von Ward Christensen und Randy Suess betrieben wurde. Christensen erfand in diesem Zusammenhang auch das XModem-Protokoll, das bis in die 1990er Jahre eine technologische Grundlage zur Dateiübertragung über Mailboxen war und sich heute noch für den Dateitransfer bei kleineren Geräten bewährt.
In Westdeutschland wird diese Pionierarbeit Günther Leue zugeschrieben. Er gründete 1981 zusammen mit seinem Sohn die IMCA Mikrocomputer GmbH und bot eine vernetzte Plattform für Unified Messaging an. Dessen Name GeoNet stand bei vielen folgenden deutschen Mailbox-Programmen für den De-facto-Bedienstandard für die textbasierte Befehlszeile und Navigation in den Brettern. Mit dem juristischen Hack in Form des Vereins zur Förderung der Telekommunikation (VFTK) im Jahre 1984 hebelte er das damalige Endgerätemonopol aus und ermöglichte zu dieser Zeit den legalen Betrieb von Mailboxen in der Bundesrepublik. Für seine Arbeit wurde er 1999 vom Chaos Computer Club zum Ehrenmitglied ernannt, und die Wirtschaftswoche betitelte ihn 1996 mit „deutscher E-Mail-Papst“.
Mit der schnellen Verbreitung der ersten Personal Computer, vor allem des Apple II, und der ersten brauchbaren Akustikkoppler und Modems entstanden die privat betriebenen Mailboxen ab Ende der 1970er Jahre vor allem in den Großstädten der USA. Dort waren damals Ortsgespräche kostenlos, was die Verbreitung der Mailboxen besonders in den Ballungsräumen beschleunigte. In Westdeutschland, wo die Personalcomputer etwas später aufkamen, wurde 1980 unter Postminister Kurt Gscheidle (SPD) der Zeittakt für Ortsgespräche eingeführt. Außerdem war in der Bundesrepublik die Zulassungspolitik für Modems sehr viel strenger, wodurch sich die Mailbox-Szene deutlich langsamer entwickelte als in den USA und nicht die amerikanischen Ausmaße erreichte. In West-Berlin, wo der Zeittakt bis zum 31. August 1992 nicht galt (man konnte also für 23 Pfennig beliebig lange in der Leitung bleiben), war die Mailboxdichte deutlich höher als in Westdeutschland.
Das weltgrößte private Mailbox-Netz, das FidoNet (kurz Fido), entstand 1984 und verbreitete sich schnell weltweit. Kurze Zeit später entstanden in Westdeutschland weitere Mailbox-Netze wie das MausNet, Z-Netz (ehemals Zerberus-Netz), Quicknetz, GS-Net, T-Netz, AmNet und das RaveNet, die aber keine oder nur geringe internationale Verbreitung fanden. Auch politische Aktivisten, die sich den Neuen Sozialen Bewegungen zurechneten, bauten verschiedene Mailbox-Netze auf; im deutschsprachigen Raum war das größte das CL-Netz. Die Ökologisch-Demokratische Partei „ödp“ nutzte vor ihrem Internetauftritt seit etwa 1989 das auf Fido basierende ödp-Net.
Eine durchschnittliche Mailbox hatte um 1992 etwa 5.000 Nutzer. Als diese Zahl anwuchs, nutzte man mehrere Modemleitungen parallel. So kamen einige Mailboxen auf mehr als 10.000 Nutzer. In der Hochphase 1995 dürfte es etwa geschätzte 1.000 Mailboxen in Deutschland gegeben haben.
Zwischen 1989 und 1996 erreichte die Zahl der Mailbox-Benutzer ihren Höhepunkt. Sie wird auf etwa 1,56 Millionen allein im FidoNet geschätzt. Mit der seither zunehmenden Verbreitung des Internets gingen die Benutzerzahlen jedoch stark zurück.
Das FidoNet hatte seine größte Anzahl von Nodes (Mailboxen) weltweit (und in Nordamerika) 1995 mit etwa 37.000 Nodes. Deutschland erlebte seinen Höhenpunkt 1996 mit etwa 4.200 Nodes. Russland erreichte das Maximum erst 2001 mit circa 6.200 Nodes. Seitdem schrumpfte das Netz in allen Regionen auf 5.800 im Jahr 2007 und etwa 1.700 Nodes im Jahr 2018 (150 in Deutschland, 550 in Russland).